# ОШ „Жарко Зрењанин” Качарево
ОШ „Жарко Зрењанин” једна је од основних школа у општини Панчево. Налази се у улици Херцеговачка 12 у Качареву. Име је добила по Жарку Зрењанину, револуционару, учеснику Народноослободилачке борбе, једном од организатора устанка у Војводини и народном хероју Југославије који је у току 1920. године, као приватни ученик, завршио шести разред гимназије у Панчеву.
Садашњи назив школа носи од 1952. године. Тренутно поседује 580 ученика распоређених у 25 одељења. Школа располаже са специјализованим учионицама, кабинетима, спортском халом и отвореним теренима у склопу школе.